# 福島俊翁
福島 俊翁（ふくしま しゅんおう、1898年 - 1981年）は、禅学者、花園大学名誉教授。
京都帝国大学文学部哲学科卒。東福寺塔頭願成寺住職。花園大学教授、1969年定年、名誉教授。

## 著書
- 『虎関』雄山閣　1944
- 『福嶋俊翁著作集』全5巻　木耳社　1974-76

第1巻 (荘子選注)
第2巻 (禅宗の祖師像)
第3巻 (東洋思想と禅)
第4巻 (禅と美術)
第5巻 (禅と文化)

## 共著・校注
- 『荘子選注 内篇』注　彙文堂書店　1932
- 「勅脩百丈清規」校註『茶道古典全集 第1巻』淡交新社　1957
- 「酒茶論」校註『茶道古典全集 第2巻』淡交新社　1958
- 『古寺巡礼京都 18　東福寺』大岡信共著　淡交社　1977
- 『寂厳書譜』改訂版 淡川康一共著　アート社出版　1977
- 『禅画の世界』加藤正俊共著　淡交社　1978

## 記念論集
- 『禅と東洋思想の諸問題』平楽寺書店　1970

## 参考
- 日本美術人名辞典: